# Зелена хімія

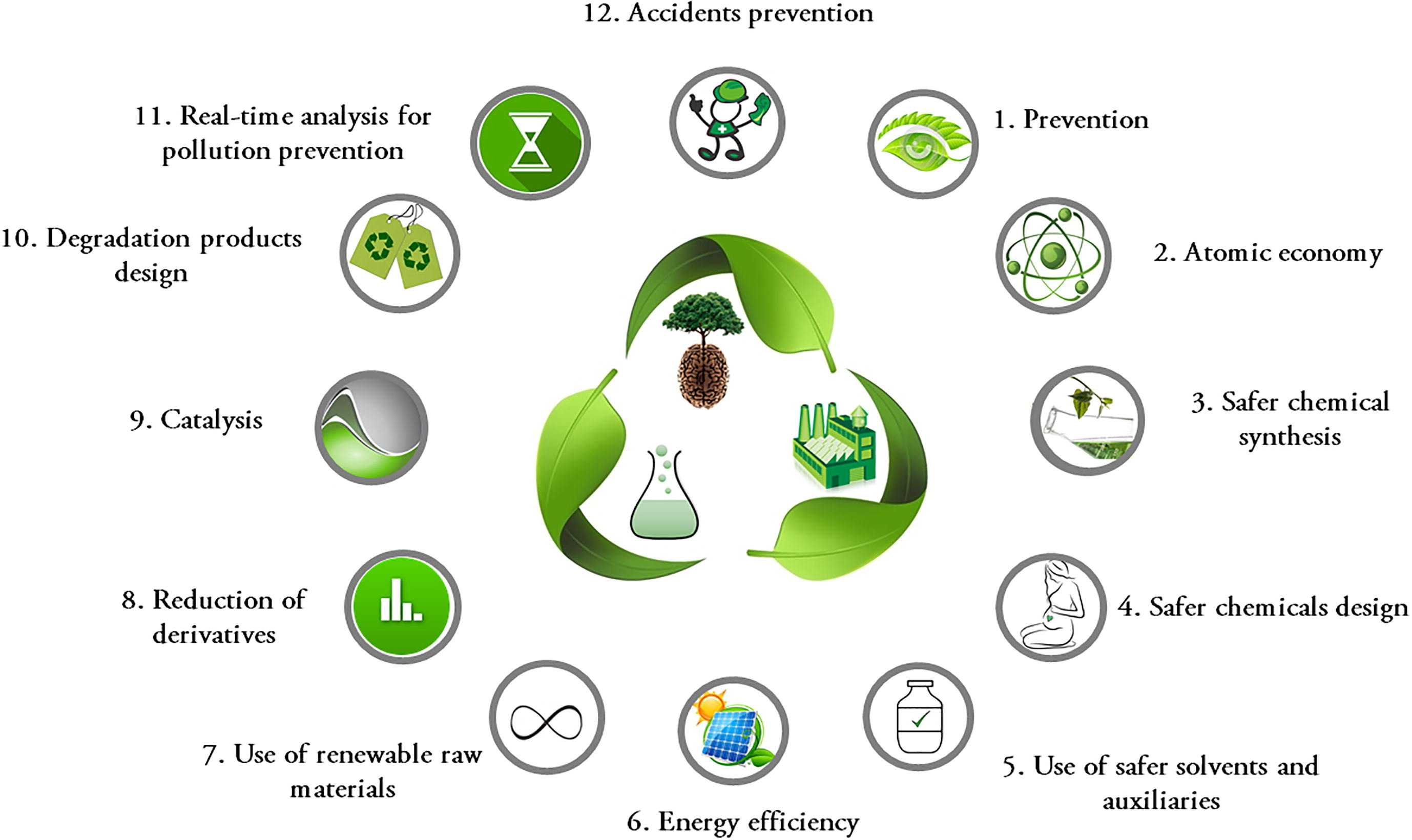
12 принципів зеленої хімії, запропонованих Анастасом і Ворнером.

Зеле́на хі́мія або екологічна хімія — це науковий підхід, спрямований на розробку хімічних продуктів і процесів, які мінімізують використання та утворення небезпечних речовин. Він ґрунтується на принципі збереження навколишнього середовища та здоров’я людини, наголошуючи на розробці інноваційних методів, які зменшують або виключають використання та виробництво шкідливих матеріалів.
За своєю суттю зелена хімія прагне досягти ефективності та стійкості протягом усього життєвого циклу хімічних продуктів. Це включає вибір безпечнішої сировини, розробку процесів, які створюють мінімальну кількість відходів і забруднюючих речовин, а також створення продуктів, які за своєю суттю є безпечнішими під час виробництва, використання та утилізації, та узгоджуються з принципами циркулярної економіки та сталого розвику.
Ключові принципи зеленої хімії включають використання відновлюваної сировини, використання каталізаторів для підвищення ефективності при одночасному зменшенні відходів, створення продуктів зі зниженою токсичністю та розробку енергоефективних процесів. Крім того, вона заохочує впровадження таких методів, як атомна економія, яка спрямована на максимізацію включення всіх вихідних матеріалів у кінцевий продукт, мінімізуючи побічні продукти та відходи.
Ця сфера сприяє співпраці між хіміками, інженерами та різними зацікавленими сторонами для впровадження інновацій та впровадження стійких практик у різних галузях промисловості, починаючи від фармацевтики та сільського господарства до матеріалознавства та інших. Головна мета «зеленої» хімії — сприяти здоровішому навколишньому середовищу, покращувати добробут людей і забезпечити довгострокову стійкість шляхом переосмислення хімічних процесів і продуктів відповідно до екологічних і суспільних потреб.

## Термінологія
Зелена хімія, стійка хімія та циркулярна хімія є важливими поняттями для сучасного стилю життя, сучасних напрямків досліджень і світових галузей промисловості. Ці три поняття тісно взаємопов’язані, і іноді використовуються як синоніми, але це не синоніми.
Основні відмінності наступні:
- Зелена хімія (екологічна хімія) стосується розробки та впровадження хімічних продуктів і процесів, спрямованих на мінімізацію або усунення використання та утворення небезпечних речовин. Він зосереджений навколо принципів, які зосереджуються на запобіганні утворенню відходів, атомній економії, використанні безпечніших хімікатів і розчинників, енергоефективності та розробці продуктів для безпечнішої утилізації. У першу чергу він спрямований на зменшення хімічного забруднення та наголошує на сталих практиках у рамках існуючої лінійної економічної моделі.
- Стала хімія (стійка хімія) — це наукова концепція, спрямована на підвищення ефективності використання природних ресурсів для задоволення потреб людини в хімічних продуктах і послугах. Вона надає пріоритет захисту здоров’я людини та навколишнього середовища, одночасно підвищуючи цінність продукції. Стала хімія перетинається з принципами екологічної хімії, але виходить за рамки простого зменшення забруднення, спрямованого на екологічно чистий і безперервний розвиток. Він тісно узгоджується з Цілями сталого розвитку ООН, особливо наголошуючи на відповідальному споживанні та виробництві.
- Циркулярна хімія – це концепція, яка об’єднує хімічні принципи з цілями практик циркулярної економіки. Вона передбачає перетворення відходів у цінні ресурси, спрямовані на максимальну циркуляцію атомів, оптимальну ефективність використання ресурсів та збереження енергії. Цей підхід спрямований на хімічні процеси, які мінімізують токсичність, надають перевагу циклічності в дизайні та оцінюють стійкість за допомогою екологічних оцінок. Циркулярна хімія підкреслює взаємозв’язок між хімією, економікою, політикою та наукою про навколишнє середовище, підкреслюючи потребу в міждисциплінарних підходах і дослідженнях.[8]

## Принципи
Пол Анастас і Джон Ворнер у 1990-х роках постулювали 12 принципів зеленої хімії, які ґрунтуються на мінімізації або невикористанні токсичних розчинників у хімічних процесах і аналізах, а також на уникненні утворення залишків у цих процесах.
1. Запобігайте утворенню відходів: розробляйте хімічні процеси, щоб мінімізувати утворення відходів, маючи на меті утворювати невелику кількість відходів, які потребують обробки або очищення.[9]
2. Максимальна економія атомів: переконайтеся, що кінцевий продукт містить якомога більше вихідних матеріалів, зменшуючи відходи атомів у процесі синтезу.
3. Розробляйте менш небезпечні хімічні синтези: розробляйте процеси, які використовують і виробляють речовини з мінімальною токсичністю або без токсичності для людини чи навколишнього середовища, мінімізуючи ризики, пов’язані з хімічними реакціями.
4. Створюйте безпечніші хімічні речовини та продукти: створюйте хімічні продукти, які зберігають свою ефективність, мінімізуючи їх токсичність і вплив на навколишнє середовище під час виробництва, використання та утилізації.
5. Використовуйте безпечніші розчинники та умови реакції: переважно вибирайте та використовуйте безпечні розчинники та допоміжні хімікати, мінімізуючи потенційну шкоду для здоров’я людини та навколишнього середовища.
6. Підвищення енергоефективності: оптимізуйте хімічні реакції для роботи при температурі навколишнього середовища та тиску, коли це можливо, зменшуючи споживання енергії та вплив на навколишнє середовище.
7. Використовуйте відновлювану сировину: використовуйте вихідні матеріали, які є відновлюваними та стійкими, зменшуючи залежність від обмежених ресурсів і викопного палива.
8. Уникайте хімічних похідних: розробляйте процеси, які зводять до мінімуму використання непотрібних реагентів і блокуючих або захисних груп, зменшуючи утворення відходів.
9. Використовуйте каталізатори, а не стехіометричні реагенти: використовуйте каталітичні реакції, у яких використовується мінімальна кількість каталізаторів, уможливлюючи кілька реакційних циклів і зменшуючи відходи.
10. Розробляйте хімічні речовини та продукти для розкладання після використання: розробляйте продукти, які розкладаються на нетоксичні речовини після використання за призначенням, мінімізуючи накопичення в навколишньому середовищі.
11. Аналізуйте в режимі реального часу, щоб запобігти забрудненню: включіть моніторинг у режимі реального часу під час синтезу, щоб виявити та мінімізувати утворення побічних продуктів або небезпечних речовин.
12. Мінімізуйте ймовірність нещасних випадків: розробляйте хімічні речовини та процеси, щоб мінімізувати ризик нещасних випадків, таких як вибухи, пожежі або викиди в навколишнє середовище, посилюючи заходи безпеки протягом усього виробничого циклу.

## Напрямки
«Зелена» хімія пропонує два напрями розвитку: 1) переробка, утилізація та знищення екологічно небезпечних побічних і відпрацьованих продуктів хімічної промисловості; 2) забезпечення розробки нових промислових процесів, продукти яких не шкідливі для довкілля (навіть побічні).
Як хімічна філософія, зелена хімія має застосування до органічної хімії, неорганічної хімії, біохімії, аналітичної хімії та навіть фізичної хімії. Зелена хімія найбільше концентрується на вирішенні промислових задач, а тому має відношення до вибору хімічних процесів, що будуть використовуватися в хімічній технології. Головне завдання екологічної хімії нарівні зі зменшенням шкідливості хімічних процесів, ще й збільшення ефективності кожного з хіміко-технологічних процесів. Зелена хімія є окремою наукою, відміною від хімії довкілля, яка займається хімічними явищами в довкіллі.

## Застосування
Принципи зеленої хімії знайшли багатообіцяюче застосування в різних галузях промисловості, спонукаючи інновації до стійких практик. Деякі ключові сфери, де екологічна хімія досягає значних успіхів, включають:
- Фармацевтика та розробка ліків: принципи зеленої хімії революціонізують конструювання ліків шляхом оптимізації процесів, зменшення відходів і підвищення ефективності. Такий підхід сприяє розробці безпечніших і екологічно чистіших фармацевтичних препаратів.[11][12][13]
- Матеріалознавство та виробництво: від розробки екологічно чистих полімерів[14][15] й біополімерів[16] до розробки більш екологічних виробничих процесів, екологічна хімія змінює виробництво матеріалів. Вона спрямована на мінімізацію впливу на навколишнє середовище при збереженні характеристик матеріалу.Біорозкладальні одноразові стакани з біопластику (полілактид).

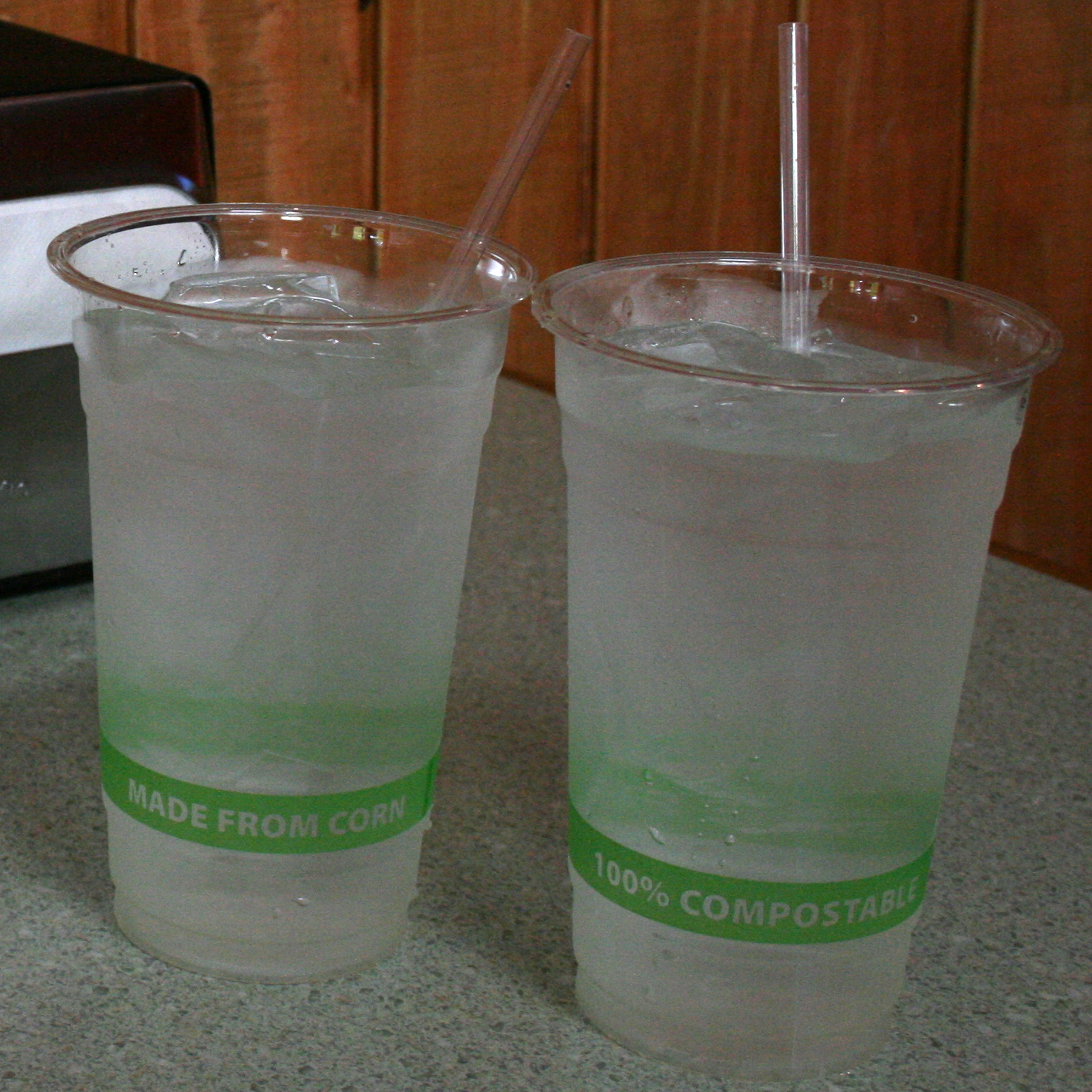
Біорозкладальні одноразові стакани з біопластику (полілактид).

- Агрохімікати та захист рослин: методи екологічної хімії змінюють виробництво добрив, пестицидів і гербіцидів. Ці інновації віддають пріоритет екологічно безпечним рецептам, забезпечуючи при цьому продуктивність сільськогосподарських культур та сприяючи веденню сталого сільського господарства, і зменшуючи негативний вплив на здоров'я довкілля та людини.[17][18][19][20]
- Виробництво та зберігання енергії. Рішення для сталої енергетики[en][21] отримують користь від практики екологічної хімії, зосереджуючись на ефективних і чистіших методах виробництва палива[22][23], акумуляторів і відновлюваних джерел енергії[24]. Прикладом зеленої хімії можна назвати водневу енергетику, коли відновлювана енергія запасається у вигляді біоводню, отриманого з відходів, чи водню, отриманого із води, які при використанні дають енергію і знову воду.[25][26][27][28]
- Утилізація та переробка відходів: принципи екологічної хімії відіграють важливу роль у мінімізації відходів, переробці та перетворенні відходів у цінні ресурси та продукти з доданою вартістю[29], сприяючи циркулярній економіці.[30][31][32][33][34][35]
- Споживчі товари та косметика: рецептура товарів для дому, предметів особистої гігієни та косметики зазнає екологічної трансформації. Основна увага приділяється здатності до біологічного розкладання, зниженій токсичності та екологічно чистим джерелам інгредієнтів.[36]
- Очищення води та навколишнього середовища: Зелена хімія пропонує рішення для очищення води[37][38][39][40][41], очищення стічних вод[42][43][40], відновлення забруднених ділянок і вирішення екологічних проблем шляхом розробки більш ефективних, екологічно чистих методів очищення.
- Освітні та дослідницькі ініціативи: Зелена хімія впливає на наукові спільноти та дослідження, сприяючи міждисциплінарній співпраці та освітнім програмам екологічних практик для навчання майбутніх науковців.[44]

## Додаткова література

### Книги
- Серії книг Green Chemistry Textbooks & Printed Resources (Американське хімічне товариство)
- Серія книг Green Chemistry (Королівське хімічне товариство)
- Серія книг Green Chemistry and Sustainable Technology (Springer Nature)
- Серія книг Green Chemistry and Chemical Engineering (Routledge, Taylor & Francis Group)

### Журнали
- Green Chemistry (Королівське хімічне товариство)
- ACS Sustainable Chemistry & Engineering (Американське хімічне товариство)
- Green and Sustainable Chemistry (Scientific Research)
- Journal of Cleaner Production (сайт, Elsevier)
- ChemSusChem (Wiley-VCH Verlag)
- Current Opinion in Green and Sustainable Chemistry (Elsevier)
- Green Chemistry Letters and Reviews (Taylor & Francis)

### Статті
- Zuin, Vânia G.; Eilks, Ingo; Elschami, Myriam; Kümmerer, Klaus (2021). Education in green chemistry and in sustainable chemistry: perspectives towards sustainability. Green Chemistry (англ.) 23 (4). doi:10.1039/D0GC03313H.